# Hysterangium crassum
Hysterangium crassum är en svampart som tillhör divisionen basidiesvampar, och som först beskrevs av Louis René Tulasne, och fick sitt nu gällande namn av E. Fischer. Hysterangium crassum ingår i släktet Hysterangium, och familjen Hysterangiaceae. Arten har ej påträffats i Sverige.